# Chrono Gatineau 2015
La 6e édition du Chrono Gatineau a eu lieu le 5 juin 2015. La course fait partie du calendrier international féminin UCI 2015 en catégorie 1.1. L'épreuve est remportée par l'Américaine Carmen Small.

## Classements

### Classement final
| \| Classement général \| Classement général \| Classement général \| Classement général \| Classement général \| \| Coureuse \| Coureuse \| Pays \| Équipe \| Temps \| \| ------------------ \| ------------------ \| ------------------ \| ------------------------------ \| ------------------ \| \| 1re \| Carmen Small \| États-Unis \| Twenty16-Sho-Air \| 15 min 36 s \| \| 2e \| Karol-Ann Canuel \| Canada \| Velocio-SRAM \| + 8 s \| \| 3e \| Tayler Wiles \| États-Unis \| Velocio-SRAM \| + 8 s \| \| 4e \| Hanna Solovey \| Ukraine \| Ukraine \| + 12 s \| \| 5e \| Lauren Stephens \| États-Unis \| Tibco-Silicon Valley Bank \| + 13 s \| \| 6e \| Alena Amialiusik \| Biélorussie \| Velocio-SRAM \| + 15 s \| \| 7e \| Amber Neben \| États-Unis \| BePink LaClassica \| + 17 s \| \| 8e \| Tara Whitten \| Canada \| The Cyclery-Opus \| + 23 s \| \| 9e \| Brianna Walle \| États-Unis \| Optum-Kelly Benefit Strategies \| + 24 s \| \| 10e \| Jasmin Duehring \| Canada \| Optum-Kelly Benefit Strategies \| + 31 s \| |                  |             |                                |             |
| |                  |             |                                |             |
| Source : Cycling Quotient |                  |             |                                |             |
| Classement général |                  |             |                                |             |
| Coureuse | Coureuse         | Pays        | Équipe                         | Temps       |
| 1re | Carmen Small     | États-Unis  | Twenty16-Sho-Air               | 15 min 36 s |
| 2e | Karol-Ann Canuel | Canada      | Velocio-SRAM                   | + 8 s       |
| 3e | Tayler Wiles     | États-Unis  | Velocio-SRAM                   | + 8 s       |
| 4e | Hanna Solovey    | Ukraine     | Ukraine                        | + 12 s      |
| 5e | Lauren Stephens  | États-Unis  | Tibco-Silicon Valley Bank      | + 13 s      |
| 6e | Alena Amialiusik | Biélorussie | Velocio-SRAM                   | + 15 s      |
| 7e | Amber Neben      | États-Unis  | BePink LaClassica              | + 17 s      |
| 8e | Tara Whitten     | Canada      | The Cyclery-Opus               | + 23 s      |
| 9e | Brianna Walle    | États-Unis  | Optum-Kelly Benefit Strategies | + 24 s      |
| 10e | Jasmin Duehring  | Canada      | Optum-Kelly Benefit Strategies | + 31 s      |

### Points UCI
| Position,          | 1er | 2e | 3e | 4e | 5e | 6e | 7e | 8e | 9e | 10e | 11e | 12e | 13e | 14e | 15e | 16e | 17e | 18e |
| Classement général | 80  | 60 | 45 | 35 | 30 | 25 | 21 | 18 | 15 | 12  | 10  | 8   | 6   | 5   | 4   | 3   | 2   | 1   |